# 鸥嘴噪鸥
为鸥科噪鸥属的鸟类。這種燕鷗分布廣泛，在歐洲、亞洲、西北非和美洲的零星地區繁殖。澳洲鷗嘴燕鷗之前被視為其一個亞種。该物种的模式产地在埃及。

## 分類
鷗嘴燕鷗於1789年由德國博物學家約翰·弗里德里希·格梅林在他對卡爾·林奈的自然系統修訂和擴展版中正式描述。他將鷗嘴燕鷗與其他燕鷗一起歸入燕鷗屬（Sterna），並創造了雙名Sterna nilotica。格梅林的描述基於英國鳥類學家約翰·萊瑟姆於1785年在他的書籍《鳥類概況》（A General Synopsis of Birds）中描述的「埃及燕鷗」。 萊瑟姆的描述則是基於1757年由瑞典博物學家弗雷德里克·哈塞爾奎斯特發表的記錄。基於2005年發表的分子系統發育學研究，鷗嘴燕鷗被移至重新啟用的噪鷗屬（Gelochelidon）。該屬由德國動物學家阿爾弗雷德·布雷姆於1830年引入。屬名結合了古希臘文的gelaō，意為「笑」，和khelidōn，意為「燕子」。種小名nilotica來自拉丁文的niloticus，意為「尼羅河的」。
鷗嘴燕鷗有五個亞種被認可：
- 鸥嘴噪鸥指名亚种 G. n. nilotica （Gmelin, 1789） – 指名亞種，分布於歐洲、北非，經中東至南中部古北界的亞洲，延伸至中國西部和泰國。在中国大陆，分布于新疆、内蒙古、东北等地。该物种的模式产地在埃及。[10]
- 鸥嘴噪鸥华东亚种 G. n. affinis （Horsfield, 1821） – 分布於外貝加爾至滿洲、日本、華南及華東，經東南亞至菲律賓、婆羅洲、蘇拉威西及蘇門答臘。在中国大陆，分布于河北、河南、山东、云南、海南、东南沿海等地。该物种的模式产地在爪哇。[11]
- G. n. aranea （Wilson, 1814） – 分布於美國東部和南部、大安地列斯群島
- G. n. vanrossemi Bancroft, 1929 – 分布於加利福尼亞州南部至墨西哥西北部
- G. n. gronvoldi Mathews, 1912 – 分布於法屬圭亞那至阿根廷東北部

## 描述

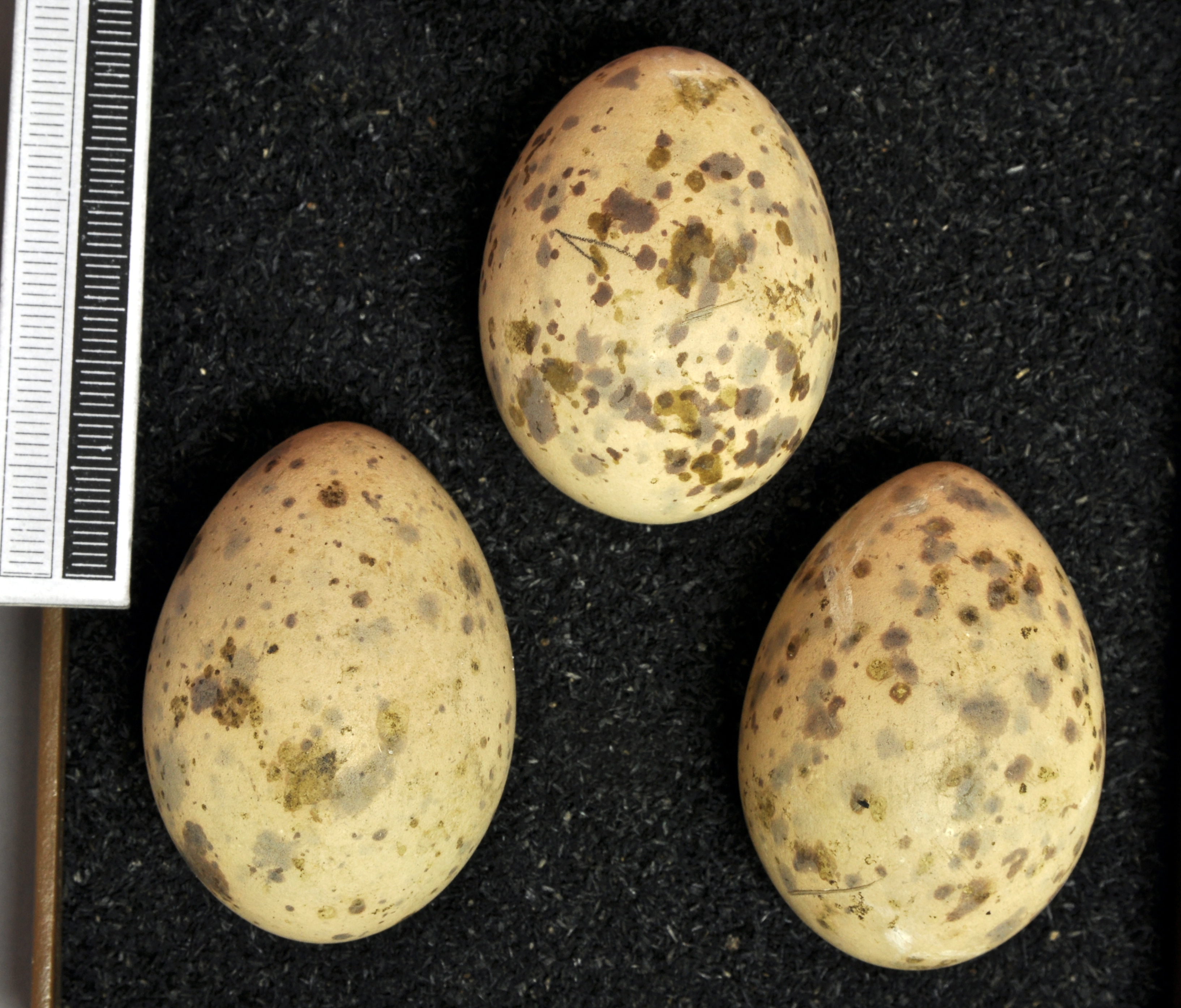
Eggs, Collection Museum Wiesbaden

這是一種相當大且強壯的燕鷗，體型和外觀與白嘴端鳳頭燕鷗相似，但其短而粗的類鷗喙、寬大的翅膀、長腿和結實的身體使其特徵明顯。夏季成鳥具有灰色的上體、白色的下體、黑色的頭冠、強壯的黑色喙和黑色的腿。叫聲具有典型的ker-wik。體長33—42 cm（13—17英寸），翼展76—91 cm（30—36英寸）。 體重範圍從150—292 g（5.3—10.3 oz）起。
冬季時，頭冠會消失，並且會出現類似弗氏燕鷗或黑頭鷗的眼周暗斑。幼年鷗嘴燕鷗的面罩較淡，但外觀與冬季成鳥大致相同。
幼年白嘴端鳳頭燕鷗的喙較短，常被誤認為鷗嘴燕鷗，特別是在鷗嘴燕鷗不常見的地方，如北海海岸。

## 分布與棲地
鷗嘴燕鷗在世界較溫暖的地區繁殖，主要分布於南部歐洲、溫帶和東部亞洲、北美洲的兩岸以及東部南美洲。這種鳥有多個地理品種，主要在體型和羽毛細節上有所不同。
所有品種在繁殖後均會進行遷徙，但北方的繁殖者是最具遷徙性的，冬季會遷徙至非洲、加勒比地區和南美洲北部、亞洲南部及紐西蘭。
鷗嘴燕鷗是適用於非歐亞遷移性水鳥協定（AEWA）的物種之一。

## 行為與生態

### 繁殖
鷗嘴燕鷗在湖泊、沼澤和海岸（包括海灣和土堤）上的群落中繁殖。它在地面挖出一個窩，並產下兩到五顆蛋。儘管在歐亞大陸的淡水區域廣泛分布，但在北美洲它幾乎僅與鹽水、沿海地區相關聯。

### 食物與捕食
這是一種較不典型的燕鷗，外觀像燕鷗屬（Sterna）燕鷗，但捕食習性更像黑浮鷗和白翅黑燕鷗等浮鷗屬（Chlidonias）沼澤燕鷗。它通常不會像其他白燕鷗那樣俯衝捕魚，且食物種類比大多數其他燕鷗更廣泛。它主要在飛行中捕食昆蟲，並經常在濕地甚至灌木區域捕捉兩棲動物和小型哺乳動物。 它也是一種機會主義捕食者，曾被觀察到撿起並進食路上的死蜻蜓。

## 圖庫

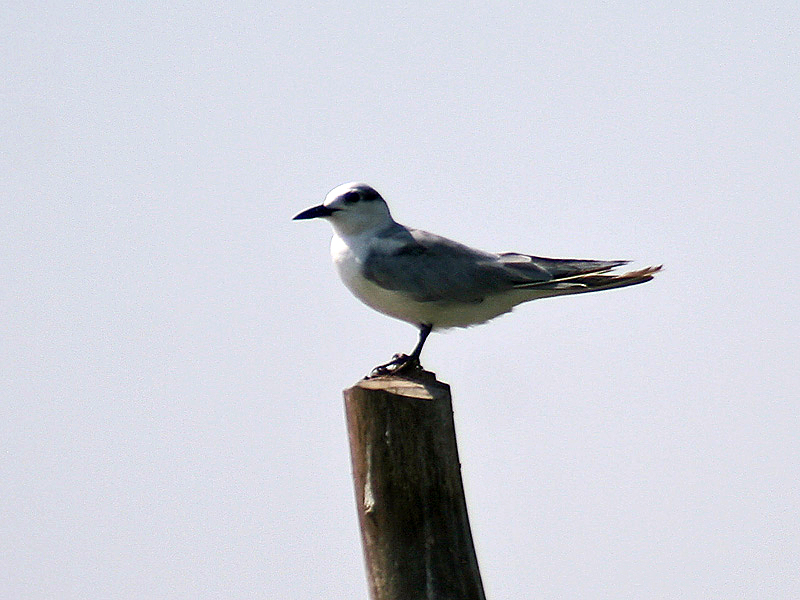
非繁殖期 吉爾卡湖,奧裡薩邦, 印度
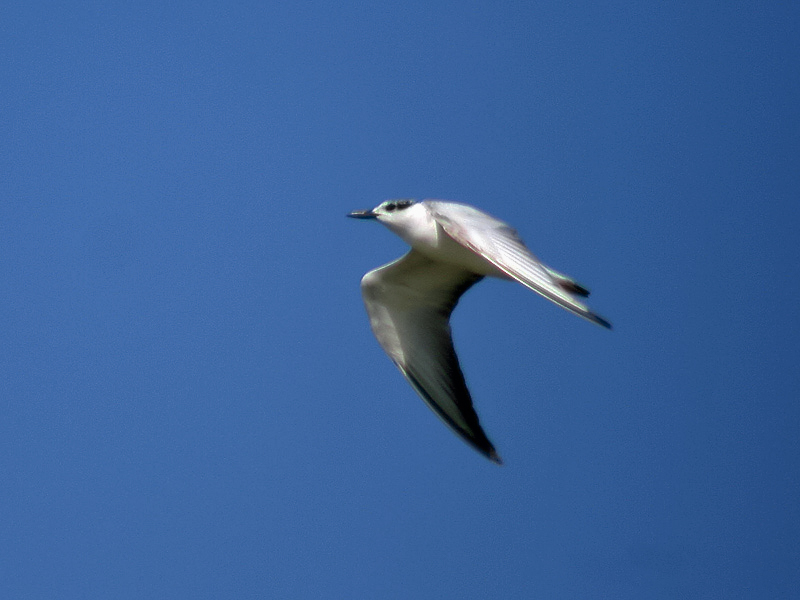
亞成鳥/第一個冬季 吉爾卡湖,奧裡薩邦, 印度
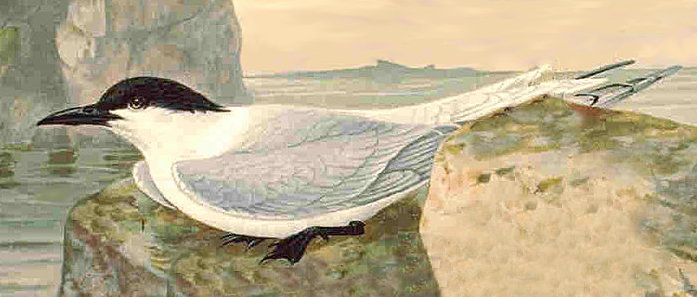
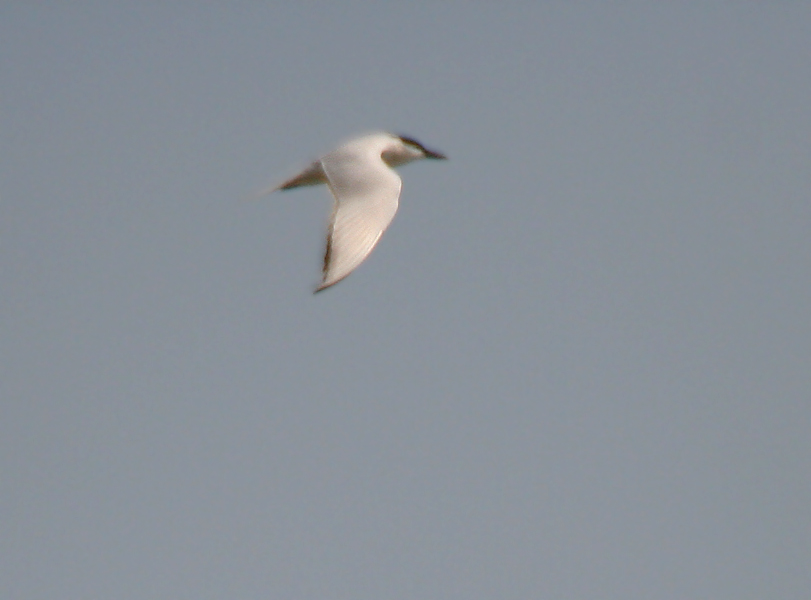
克里希納野生動物保護區, 安得拉邦，印度
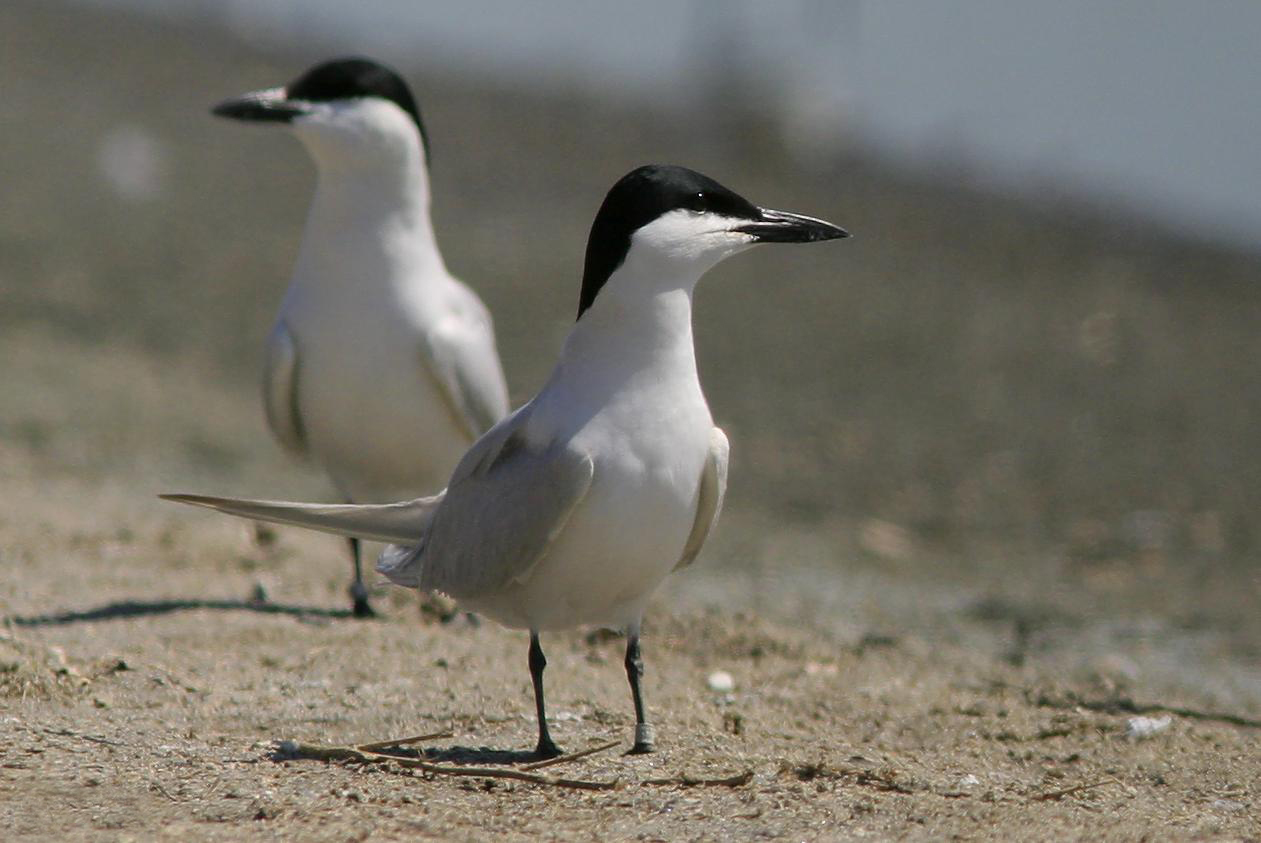
範羅森的鷗嘴燕鷗, 聖地牙哥國家野生動物保護區
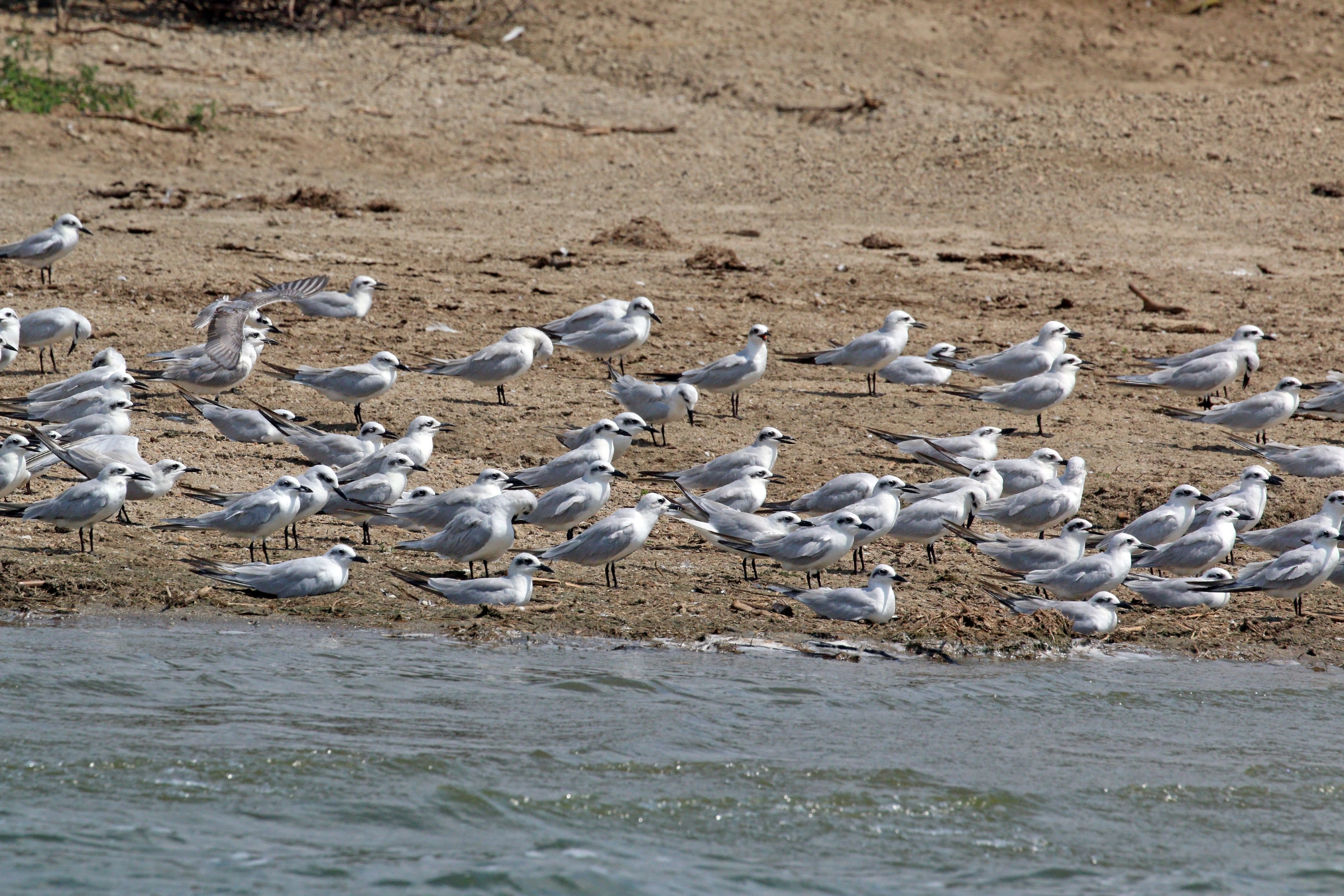
卡津加海峽, 烏干達